# Смыслов, Пётр Михайлович
Пётр Михайлович Смыслов (1827—1891) — русский астроном и геодезист. Генерал-майор.

## Биография
- 1841—1851 — работал в военно-топонимическом депо.
- 1855—1859 — участвовал в экспедициях по определению долгот Архангельска и Астрахани.
- 1860—1866 — работал в Пулковской обсерватории.
- 1863 — совместно с М. Ф. Хандриковым по телеграфу определил разность долгот Московской и Пулковской обсерваторий.
- 1865—1868 — провёл первые в России абсолютные определения ускорения силы тяжести с помощью оборотных маятников.
- 1866—1877 — директор Виленской обсерватории.

Член Русского географического общества с 1863 года. Один из основателей Русского астрономического общества (1890).

## Сочинения
- Распольдов круг. Хронометры. Хронометрическая экспедиция 1859 года. — 1863.
- Опыты для сравнительной оценки различных способов телеграфической передачи времени при определении разности долгот Пулковской и Московской обсерваторий. − 1865.